# XV Premis de la Unión de Actores
La XV edició dels Premis de la Unión de Actores, corresponents a l'any 2005, concedits pel sindicat d'actors Unión de Actores y Actrices, va tenir lloc el 29 de maig de 2006 al Palau de Congressos de Madrid. La gala va estar presentada per Petra Martínez i Vicente Cuesta, i hi van demanar que no tanquessin el Teatro Albéniz alhora que reivindicaren Rocío Dúrcal. Fou presidida per la Ministra de Cultura Carmen Calvo. La gala, de caràcter subversiu, fou dirigida per Juan Margallo i hi participaren Juan Diego, Concha Velasco, Pilar Bardem, Juan Diego Botto i Sílvia Marsó, entre d'altres.

## Candidatures

### Premi a Tota una vida
- Asunción Sancho

### Premi Especial
- Círculo de Bellas Artes

### Cinema

#### Millor actriu protagonista
| Actriu         | Pel·lícula       | Resultat   |
| -------------- | ---------------- | ---------- |
| Adriana Ozores | Heroína          | Candidata  |
| Candela Peña   | Princesas        | Guanyadora |
| Nathalie Poza  | Malas temporadas | Candidata  |

#### Millor actor protagonista
| Actor            | Pel·lícula       | Resultat  |
| ---------------- | ---------------- | --------- |
| Manuel Alexandre | Elsa y Fred      | Guanyador |
| Javier Cámara    | Malas temporadas | Candidat  |
| Óscar Jaenada    | Camarón          | Candidat  |

#### Millor actriu secundària
| actriu               | Pel·lícula             | Resultat   |
| -------------------- | ---------------------- | ---------- |
| Marta Etura          | Para que no me olvides | Candidata  |
| Pilar López de Ayala | Obaba                  | Candidata  |
| Elvira Mínguez       | Tapes                  | Guanyadora |

#### Millor actor secundari
| Actor            | Pel·lícula | Resultat  |
| ---------------- | ---------- | --------- |
| Carmelo Gómez    | El método  | Candidat  |
| Enrique Villén   | Ninette    | Candidat  |
| Eduard Fernández | El método  | Guanyador |

#### Millor actriu de repartiment
| Actriu          | Pel·lícula | Resultat   |
| --------------- | ---------- | ---------- |
| Mariana Cordero | Princesas  | Candidata  |
| Adriana Ozores  | El método  | Guanyadora |
| Violeta Pérez   | Princesas  | Candidata  |

#### Millor actor de repartiment
| Actor            | Pel·lícula                      | Resultat  |
| ---------------- | ------------------------------- | --------- |
| Luis Callejo     | Princesas                       | Guanyador |
| Javier Cámara    | La vida secreta de les paraules | Candidat  |
| Fernando Guillén | Otros días vendrán              | Candidat  |

#### Millor actriu revelació
| Actriu          | Pel·lícula      | Resultat   |
| --------------- | --------------- | ---------- |
| Isabel Ampudia  | 15 días contigo | Candidata  |
| Ruth Díaz       | El Calentito    | Candidata  |
| Micaela Nevárez | Princesas       | Guanyadora |

#### Millor actor revelació
| Actor         | Pel·lícula     | Resultat  |
| ------------- | -------------- | --------- |
| Jesús Carroza | 7 vírgenes     | Candidat  |
| Pablo Echarri | El método      | Guanyador |
| Álex González | Segundo asalto | Candidat  |

### Televisió

#### Millor actriu protagonista
| actriu           | Sèrie de televisió | Resultat   |
| ---------------- | ------------------ | ---------- |
| Carmen Machi     | Aída               | Guanyadora |
| Belén Rueda      | Los Serrano        | Candidata  |
| Rosa Maria Sardà | Abuela de verano   | Candidata  |

#### Millor actor protagonista
| Actor         | Sèrie de televisió     | Resultat  |
| ------------- | ---------------------- | --------- |
| Imanol Arias  | Cuéntame cómo pasó     | Candidat  |
| José Luis Gil | Aquí no hay quien viva | Candidat  |
| Paco León     | Aída                   | Guanyador |

#### Millor actriu secundària
| actriu        | Sèrie de televisió        | Resultat   |
| ------------- | ------------------------- | ---------- |
| Pilar Barrera | Amar en tiempos revueltos | Candidata  |
| Isabel Ordaz  | Aquí no hay quien viva    | Guanyadora |
| María Pujalte | 7 vidas                   | Candidata  |

#### Millor actor secundari
| Actor           | Sèrie de televisió        | Resultat  |
| --------------- | ------------------------- | --------- |
| Pedro Casablanc | Motivos personales        | Candidat  |
| Héctor Colomé   | Amar en tiempos revueltos | Candidat  |
| Pepe Viyuela    | Aída                      | Guanyador |

#### Millor actriu de repartiment
| actriu            | Sèrie de televisió | Resultat   |
| ----------------- | ------------------ | ---------- |
| Rocío García-Cano | Agitación + IVA    | Candidata  |
| Alexandra Jiménez | Los Serrano        | Candidata  |
| Esperanza Pedreño | Camera Café        | Guanyadora |

#### Millor actor de repartiment
| Actor             | Sèrie de televisió    | Resultat  |
| ----------------- | --------------------- | --------- |
| Daniel Albadalejo | Camera Café           | Guanyador |
| Joaquín Climent   | El comisario          | Candidat  |
| Diego París       | Maneras de sobrevivir | Candidat  |

### Teatre

#### Millor actriu protagonista
| Actriu         | Obra de teatre       | Resultat   |
| -------------- | -------------------- | ---------- |
| Silvia Abascal | Historia de una vida | Candidata  |
| Kiti Mánver    | La retirada de Moscú | Guanyadora |
| Luisa Martín   | Historia de una vida | Candidata  |

#### Millor actor protagonista
| Actor           | Obra de teatre           | Resultat  |
| --------------- | ------------------------ | --------- |
| Daniel Freire   | Bent                     | Guanyador |
| Nacho Guerreros | Bent                     | Candidat  |
| Javier Godino   | Hoy no me puedo levantar | Candidat  |

#### Millor actriu secundària
| actriu        | Obra de teatre          | Resultat   |
| ------------- | ----------------------- | ---------- |
| María Alvárez | El castigo sin venganza | Candidata  |
| Eva Higueras  | La soga                 | Candidata  |
| Susi Sánchez  | Cara de plata           | Guanyadora |

#### Millor actor secundari
| Actor        | Obra de teatre           | Resultat  |
| ------------ | ------------------------ | --------- |
| Luis Callejo | Bent                     | Guanyador |
| Juan Cordina | Cara de plata            | Candidat  |
| Antonio Vico | La curva de la felicidad | Candidat  |

#### Millor actriu de repartiment
| actriu           | Obra de teatre          | Resultat   |
| ---------------- | ----------------------- | ---------- |
| Maite Brik       | Cara de plata           | Guanyadora |
| Savitri Ceballos | El castigo sin venganza | Candidata  |
| Lola Velacoracho | La extraña pareja       | Candidata  |

#### Millor actor de repartiment
| Actor              | Obra de teatre        | Resultat  |
| ------------------ | --------------------- | --------- |
| Alex Amaral        | Roberto Zucco         | Guanyador |
| José Luis Santaría | La extraña pareja     | Candidat  |
| Álex Tormo         | En torno a la gaviota | Candidat  |